# Winter Park (Colorado)
Winter Park ist eine Town im Grand County im US-Bundesstaat Colorado mit 946 Einwohnern (Stand: 2013) und ist neben dem rund 80 km südwestlich gelegenen Vail eines der größten Skigebiete der USA sowie Heimat des Winter Park Resort, dessen Eigentümer der Ort selbst und das Denver County ist. Außerhalb der Ski-Saison bietet der Ort Möglichkeiten zum Wandern, Mountain-Biken, Klettern und Fischen. 

## Geografie
Winter Park liegt in der südöstlichen Ecke des Grand County, im mittleren Norden von Colorado, auf fast 3000 m.
Die Entfernung zu dem im Osten gelegenen Denver, der Hauptstadt von Colorado, beträgt etwa 110 Kilometer.
Winter Park liegt an der Strecke der Denver and Salt Lake Railway. Im Ort liegt das Westportal des zehn Kilometer langen Moffat-Tunnel, Kernstück der Strecke. Während der Wintersaison ist der Ort unter anderem von Denver in rund zwei Stunden mit dem Ski-Zug „Winter Park Express“ erreichbar, der von Amtrak drei Mal wöchentlich angeboten wird.